# The Oath (film, 2010)
 (juin 2017).
Si vous disposez d'ouvrages ou d'articles de référence ou si vous connaissez des sites web de qualité traitant du thème abordé ici, merci de compléter l'article en donnant les références utiles à sa vérifiabilité et en les liant à la section « Notes et références ».
Pour les articles homonymes, voir The Oath.
Pour plus de détails, voir Fiche technique et Distribution.
The Oath est un film documentaire américain réalisé par la journaliste Laura Poitras, sorti en 2010. Le documentaire s'intéresse à la base navale de la baie de Guantánamo.
Il s'agit du deuxième volet de la trilogie sur l'Amérique post-11 septembre réalisée par Laura Poitras. En 2006, elle dénonçait les excès de la guerre anti-terroriste dans My Country, My Country, qui traite de la guerre d'Irak menée par les États-Unis ; sorti en 2014, le troisième volet intitulé Citizenfour traite des révélations d'Edward Snowden sur le scandale d'espionnage mondial de la NSA.

## Fiche technique
- Titre : The Oath
- Réalisation : Laura Poitras
- Musique : Osvaldo Golijov
- Photographie : Kirsten Johnson et Laura Poitras
- Montage : Jonathan Oppenheim
- Production : Laura Poitras
- Société de production : Praxis Films, CBC News Network, ITVS International et P.O.V. American Documentary
- Pays de production :  Canada et  États-Unis
- Genre : Documentaire
- Durée : 90 minutes
- Dates de sortie : 
  - États-Unis : 7 mai 2010 (New York)